# Cosmos langlassei
Cosmos langlassei là một loài thực vật có hoa trong họ Cúc. Loài này được (Sherff) Sherff mô tả khoa học đầu tiên năm 1932.